# GEO Themenlexikon

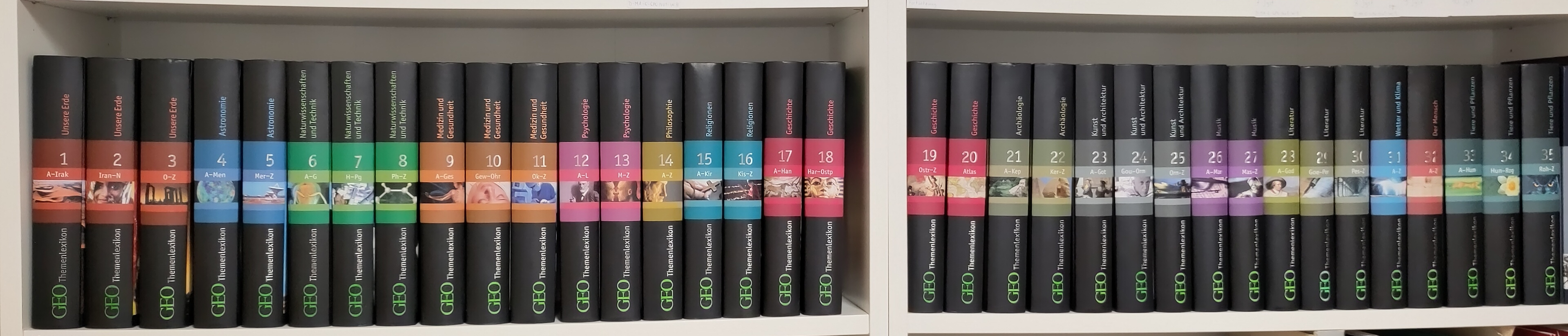
GEO Themenlexikon

Das GEO Themenlexikon ist ein von Gruner + Jahr herausgegebenes 35-bändiges Lexikon.

## Geschichte und Beschreibung
Das GEO Themenlexikon erschien in einer ersten Serie von September 2006 bis Mai 2007 in 20 Bänden. Von Oktober 2007 bis 2008 erschien eine Fortsetzung des Lexikons in weiteren 15 Bänden, womit die Reihe endgültig abgeschlossen wurde.
Auf ungefähr 17.500 Seiten informieren Autoren von GEO und Brockhaus über verschiedene Themen. Die Themen in sich sind alphabetisch geordnet und umfassen ungefähr 130.000 Stichworte und 16.000 Abbildungen. Dabei will das Themenlexikon vom reinen Stichwortverzeichnis weggehen. Mehrere in der Zeitschrift GEO – Das neue Bild der Erde erschienene Reportagen, sogenannte Dossiers (rund 4320 Seiten), rahmen in den einzelnen Bänden den lexikalischen Teil ein.
Inhaltlich entspricht der Lexikonteil jedes Bandes dem eines entsprechenden Sachlexikons des Brockhaus-Verlages. So sind beispielsweise die drei Bände zum Thema Medizin inhaltlich identisch mit dem Brockhaus-Sachlexikon „Medizin“. Dies trifft auch auf die Themengebiete Astronomie, Psychologie, Religionen und Geschichte zu.
Das GEO Themenlexikon startete mit einer groß angelegten Medienkampagne zum 30-jährigen Bestehen von GEO. Der erste Band wurde der Geo-Jubiläumsausgabe zum 30-jährigen Bestehen vom 18. September 2006 beigelegt.

## Rezeption
Das GEO Themenlexikon erwies sich mit 1,2 Millionen verkauften Exemplaren im Geschäftsjahr 2006 von Gruner + Jahr als „hoher Umsatzerfolg und darüber hinaus sehr profitabel“. wissenschaft.de lobte es im Dezember 2006 als „Nachschlagewerk zum Schmökern“, merkte jedoch kritisch an: „Aktualität sollte man nicht erwarten. Stichproben ergaben einen Stand von 2002 bis 2003.“ Das 35-bändige GEO Themenlexikon wurde bis 2009 über 100.000-mal verkauft.

## Bibliographische Angaben
- Peter-Matthias Gaede (Hrsg.): GEO-Themenlexikon. 35 Bände. Gruner + Jahr, Hamburg 2006–2008, DNB 981455093.
  - Band 1: Unsere Erde. Länder, Völker, Kulturen. Afghanistan bis Irak. Gruner + Jahr, Hamburg 2006, ISBN 978-3-7653-9421-8.
  - Band 2: Unsere Erde. Länder, Völker, Kulturen. Iran bis Norwegen. Gruner + Jahr, Hamburg 2006, ISBN 978-3-7653-9422-5.
  - Band 3: Unsere Erde. Länder, Völker, Kulturen. Oman bis Zypern. Gruner + Jahr, Hamburg 2006, ISBN 978-3-7653-9423-2.
  - Band 4: Astronomie. Planeten, Sterne, Galaxien. A – Men. Gruner + Jahr, Hamburg 2007, ISBN 978-3-7653-9424-9.
  - Band 5: Astronomie. Planeten, Sterne, Galaxien. Mer – Z. Gruner + Jahr, Hamburg 2007, ISBN 978-3-7653-9425-6.
  - Band 6: Naturwissenschaften und Technik. Begriffe, Methoden, Zusammenhänge. A – G. Gruner + Jahr, Hamburg 2007, ISBN 978-3-7653-9426-3.
  - Band 7: Naturwissenschaften und Technik. Begriffe, Methoden, Zusammenhänge. H – Pg. Gruner + Jahr, Hamburg 2007, ISBN 978-3-7653-9427-0.
  - Band 8: Naturwissenschaften und Technik. Begriffe, Methoden, Zusammenhänge. Ph – Z. Gruner + Jahr, Hamburg 2007, ISBN 978-3-7653-9428-7.
  - Band 9: Medizin und Gesundheit. Diagnose, Heilkunst, Arzneien. A – Ges. Gruner + Jahr, Hamburg 2007, ISBN 978-3-7653-9429-4.
  - Band 10: Medizin und Gesundheit. Diagnose, Heilkunst, Arzneien. Gew – Ohr. Gruner + Jahr, Hamburg 2007, ISBN 978-3-7653-9430-0.
  - Band 11: Medizin und Gesundheit. Diagnose, Heilkunst, Arzneien. Ok – Z. Gruner + Jahr, Hamburg 2007, ISBN 978-3-7653-9431-7.
  - Band 12: Psychologie. Denken, Fühlen, Handeln. A – L. Gruner + Jahr, Hamburg 2007, ISBN 978-3-7653-9432-4.
  - Band 13: Psychologie. Denken, Fühlen, Handeln. M – Z. Gruner + Jahr, Hamburg 2007, ISBN 978-3-7653-9433-1.
  - Band 14: Philosophie. Ideen, Denker, Visionen. A – Z. Gruner + Jahr, Hamburg 2007, ISBN 978-3-7653-9434-8.
  - Band 15: Religionen. Glauben, Riten, Heilige. A – Kir. Gruner + Jahr, Hamburg 2007, ISBN 978-3-7653-9435-5.
  - Band 16: Religionen. Glauben, Riten, Heilige. Kis – Z. Gruner + Jahr, Hamburg 2007, ISBN 978-3-7653-9436-2.
  - Band 17: Geschichte. Epochen, Menschen, Zeitenwenden. A – Han. Gruner + Jahr, Hamburg 2007, ISBN 978-3-7653-9437-9.
  - Band 18: Geschichte. Epochen, Menschen, Zeitenwenden. Har – Ostp. Gruner + Jahr, Hamburg 2007, ISBN 978-3-7653-9438-6.
  - Band 19: Geschichte. Epochen, Menschen, Zeitenwenden. Ostr – Z. Gruner + Jahr, Hamburg 2007, ISBN 978-3-7653-9439-3.
  - Band 20: Atlas zur Geschichte. Epochen, Menschen, Zeitenwenden. Gruner + Jahr, Hamburg 2007, ISBN 978-3-7653-9440-9.
  - Band 21: Archäologie. Hochkulturen, Grabungsstätten, Funde. A – Kep. Gruner + Jahr, Hamburg 2007, ISBN 978-3-7653-9451-5.
  - Band 22: Archäologie. Hochkulturen, Grabungsstätten, Funde. Ker – Z. Gruner + Jahr, Hamburg 2007, ISBN 978-3-7653-9452-2.
  - Band 23: Kunst und Architektur. Künstler, Stile, Epochen. A – Got. Gruner + Jahr, Hamburg 2008, ISBN 978-3-7653-9453-9.
  - Band 24: Kunst und Architektur. Künstler, Stile, Epochen. Gou – Orm. Gruner + Jahr, Hamburg 2008, ISBN 978-3-7653-9454-6.
  - Band 25: Kunst und Architektur. Künstler, Stile, Epochen. Orn – Z. Gruner + Jahr, Hamburg 2007, ISBN 978-3-7653-9455-3.
  - Band 26: Musik. Komponisten, Interpreten, Werke. A – Mar. Gruner + Jahr, Hamburg 2007, ISBN 978-3-7653-9456-0.
  - Band 27: Musik. Komponisten, Interpreten, Werke. Mas – Z. Gruner + Jahr, Hamburg 2007, ISBN 978-3-7653-9457-7.
  - Band 28: Literatur. Schriftsteller, Werke, Epochen. A – God. Gruner + Jahr, Hamburg 2008, ISBN 978-3-7653-9458-4.
  - Band 29: Literatur. Schriftsteller, Werke, Epochen. Goe – Per. Gruner + Jahr, Hamburg 2008, ISBN 978-3-7653-9459-1.
  - Band 30: Literatur. Schriftsteller, Werke, Epochen. Pes – Z. Gruner + Jahr, Hamburg 2008, ISBN 978-3-7653-9460-7.
  - Band 31: Wetter und Klima. Begriffe, Forschung, Prognosen. A – Z. Gruner + Jahr, Hamburg 2008, ISBN 978-3-7653-9461-4.
  - Band 32: Der Mensch. Körper, Entwicklung, Gesundheit. A – Z. Gruner + Jahr, Hamburg 2008, ISBN 978-3-7653-9462-1.
  - Band 33: Tiere und Pflanzen. Geschöpfe, Arten, Lebensräume. A – Hum. Gruner + Jahr, Hamburg 2008, ISBN 978-3-7653-9463-8.
  - Band 34: Tiere und Pflanzen. Geschöpfe, Arten, Lebensräume. Hun – Rog. Gruner + Jahr, Hamburg 2008, ISBN 978-3-7653-9464-5.
  - Band 35: Tiere und Pflanzen. Geschöpfe, Arten, Lebensräume. Roh – Z. Gruner + Jahr, Hamburg 2008, ISBN 978-3-7653-9465-2.